# EFS

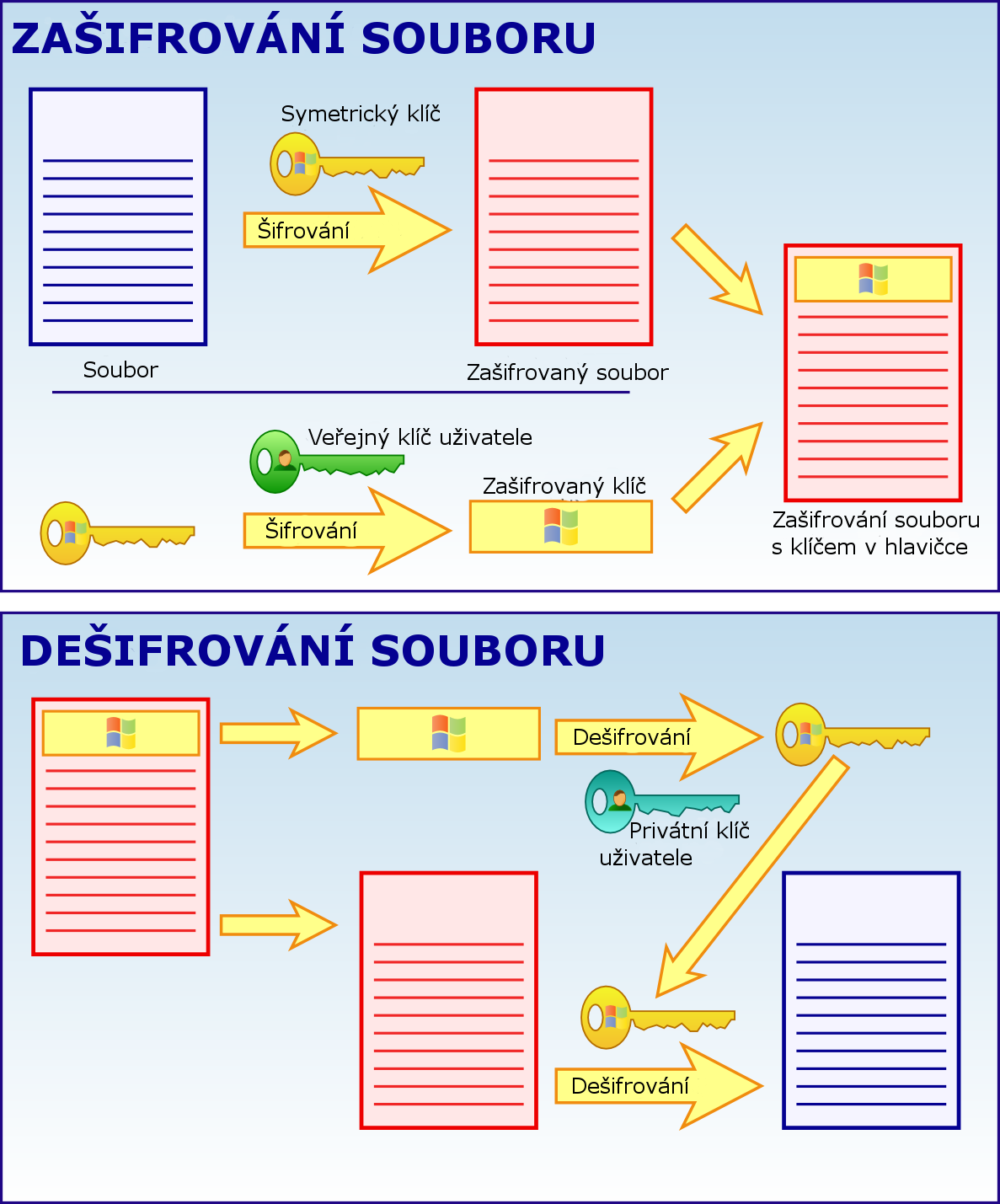
Diagrama operativo EFS. Esquema de funcionamiento de EFS.

El Encrypting File System (EFS) es una función introducida desde NTFS 3.0 que permite el cifrado de archivos a nivel de sistema. Está disponible para Microsoft Windows 2000 y posteriores. La tecnología transparentemente permite a los archivos contenidos ser cifrados en las particiones NTFS en donde esté habilitado para proteger datos confidenciales de personas con acceso físico a la computadora. EFS es incompatible con la compresión de carpetas.
El sistema de cifrado de archivos (EFS) es una característica de Windows que permite almacenar información en el disco duro en formato cifrado. El cifrado es la protección de mayor nivel que proporciona Windows para ayudarle a mantener la información a salvo.
Éstas son algunas características destacadas de EFS:
- El cifrado es sencillo. Se realiza activando una casilla en las propiedades del archivo o de la carpeta.
- El usuario controla quién puede leer los archivos.
- Los archivos se cifran cuando los cierra, pero cuando los abre quedan automáticamente listos para su uso.
- Si cambia de idea con respecto al cifrado de un archivo, desactive la casilla en las propiedades del archivo.

EFS no es totalmente compatible con Windows Vista y 7 Starter, Windows Vista y 7 Home Basic ni Windows Vista y 7 Home Premium. En estas ediciones de Windows, si dispone de la clave de cifrado o el certificado, puede hacer lo siguiente:
- Descifrar los archivos, ejecutando Cipher.exe en la ventana del símbolo del sistema (usuarios avanzados)
- Modificar un archivo cifrado
- Copiar un archivo cifrado como descifrado en el disco duro del equipo
- Importar certificados y claves EFS
- Crear copias de seguridad de certificados y claves EFS, ejecutando Cipher.exe en la ventana del símbolo del sistema (usuarios avanzados)